# 刘旷 (明朝)
刘旷，广东顺德人，明朝政治人物。
刘旷曾于1520年接替梁景行任崇明县知县一职，1520年由陈文接任。